# Louletano-Ray Just Energy/Saison 2015
Dieser Artikel listet Erfolge und Fahrer des Radsportteams Louletano-Ray Just Energy in der Saison 2015 auf.

## Erfolge in der Europe Tour
| Datum    | Rennen                                 | Kat. | Sieger         |
| -------- | -------------------------------------- | ---- | -------------- |
| 10. Juli | 1. Etappe Troféu Joaquim Agostinho     | 2.2  | João Benta     |
| 12. Juli | Gesamtwertung Troféu Joaquim Agostinho | 2.2  | João Benta     |
| 30. Juli | 1. Etappe Portugal-Rundfahrt           | 2.1  | Vicente Garcia |

## Zugänge – Abgänge
| Zugänge                   | Team 2014                       | Abgänge                 | Team 2015            |
| ------------------------- | ------------------------------- | ----------------------- | -------------------- |
| Marcos García             | Caja Rural-Seguros RGA          | Hernâni Broco           | LA Aluminios-Antarte |
| João Benta                | Madeinox-Boavista (2010)        | Rui Vinhas              | W52                  |
| José de Segovia           | Super Froiz                     | Raúl García             | Karriereende         |
| Rui Rodrigues             | Neoprofi                        | Francisco Javier Moreno | Karriereende         |
| Moisés Dueñas (ab 29.05.) | Burgos-BH                       | Eugeniu Cozonac         | Unbekannt            |
| Hugo Sabido               | LA Aluminios-Antarte            | Jorge Martín Montenegro | Unbekannt            |
| Andre Evangelista         | Neoprofi                        | Augusto Vitorino        | Unbekannt            |
| Dominic Mestre            | Louletano-Dunas Douradas (2013) | Raúl Alarcón            | W52                  |

## Mannschaft
| Name              | Geburtstag         | Nationalität |
| ----------------- | ------------------ | ------------ |
| João Benta        | 21. Dezember 1986  | Portugal     |
| José de Segovia   | 23. Oktober 1982   | Spanien      |
| Moisés Dueñas     | 10. Mai 1981       | Spanien      |
| Andre Evangelista | 31. Januar 1996    | Portugal     |
| Marcos García     | 4. Dezember 1986   | Spanien      |
| Vicente García    | 19. September 1988 | Spanien      |
| Micael Isidoro    | 12. August 1982    | Portugal     |
| Iúri Jorge        | 19. Mai 1991       | Portugal     |
| Dominic Mestre    | 29. Mai 1993       | Portugal     |
| Sandro Pinto      | 20. Februar 1988   | Portugal     |
| Rui Rodrigues     | 15. Januar 1991    | Portugal     |
| Hugo Sabido       | 14. Dezember 1979  | Portugal     |
| Victor Valinho    | 31. Dezember 1991  | Portugal     |